# Henri Duez

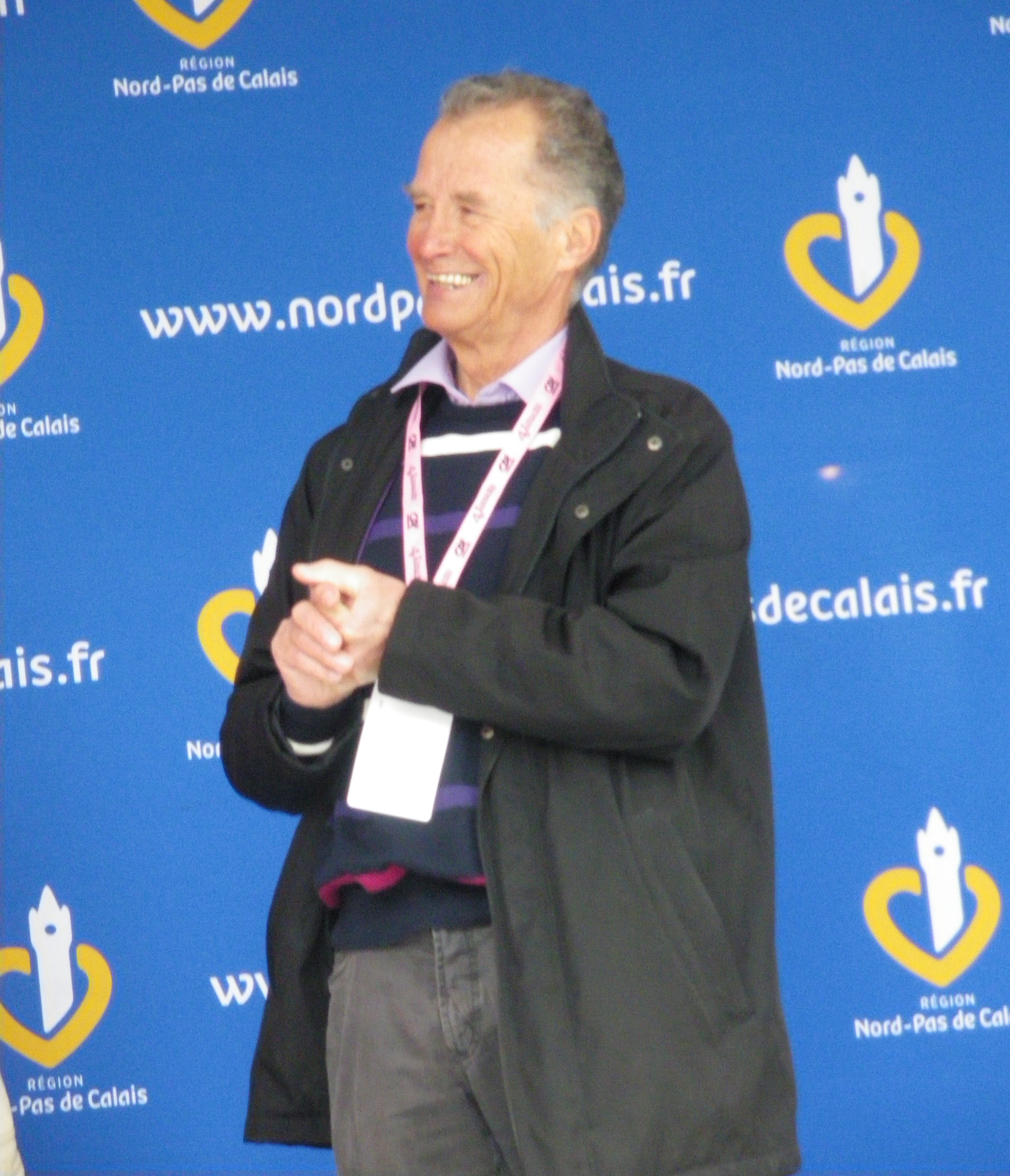
Henri Duez 2012

Henri Duez (* 18. Dezember 1937 in La Comté; † 6. März 2025) war ein französischer Radrennfahrer.

## Sportliche Laufbahn
Duez war Straßenradsportler und Teilnehmer der Olympischen Sommerspiele 1960 in Rom. Im Mannschaftszeitfahren belegte er gemeinsam mit Roland Lacombe, François Hamon und Jacques Simon den 7. Platz.
1959 siegte er in der Route de France, einem Etappenrennen, das den Amateuren vorbehalten war. 1960 war er am Start der Internationalen Friedensfahrt, die er auf dem 25. Platz des Endklassements beendete. Von 1960 bis 1967 war er als Berufsfahrer aktiv. Während seiner gesamten Karriere als Profi fuhr er für das Radsportteam Peugeot. 1961 siegte er in der Katalonien-Rundfahrt, wobei er eine Etappe gewann. Von 1961 bis 1965 bestritt er in jedem Jahr die Tour de France. Sein bestes Resultat in der Tour war der 14. Rang 1965.